# عين شاه خاتون
عين شاه خاتون هي أميرة عثمانية ابنة السلطان العثماني  بايزيد الثاني (1481-1512) وأخت السلطان سليم الأول (1512-1520).

## حياتها
عين شاه خاتون أو خديجة عين شاه خاتون، ولدت في أماصيا خلال إمارة والدها على المدينة، أمها هي شيرين خاتون، ولديها أخ واحد شقيق هو شهزاده عبد الله (توفي في 1483).
تزوجت عين شاه خاتون في سنة 1489، أو سنة 1490، من أحمد بك بن شهزاده دامات محمد ميرزا باشا من قبيلة آق قويونلو الذين كانوا يحكمون الأناضول في وقت سابق، وتوفي أحمد بك بعد 8 سنوات فقط من زواجه في سنة 1498، حيث شارك في الصراع بين آق قويونلو والعثمانيين، حيث حارب مع آق قويونلو في محاولة لاستعادة سيطرتهم على الأناضول ولكن انهزموا وقُتل أحمد بك.
بعد مقتل زوجها ظلت عين شاه على علاقة مع والدها بايزيد وأخيها سليم، واتضح ذلك من خلال المراسلات بينهما.
تزوجت من يحيى پاشا زاده مالكوچ أوغلى (بالتركية: Yahyapaşazade Malkoçoğlu)‏.
وبعد انقلاب سليم الأول على والده  في عام 1512 بدعم من الانكشارية وخاقان القرم، أرسلت عين شاه رسالة تهنئه على اعتلائه العرش مثل بقية أخواتها.
في سنة 1506، قامت عين شاه ببناء كُتّاب (مدرسة ابتدائية) بالقرب من مدينة الفاتح، بإسطنبول،  وقبرها يقع في نفس المنطقة، بينما يتشابه اسمها مع عين شاه سلطان ابنة أخيها عبد الله المدفونة في نفس قبر والدتها شيرين خاتون وأخيها عبد الله في بورصة.

## أبناؤها
أنجبت عين شاه خاتون من زوجها الأول أحمد بك ثلاثة أطفال:
- ابنتها الأولى متزوجة من مالك بلي أوغلو.[6][2]
- ابنتها الثانية متزوجة من شهزاده علاء الدين،[6] ابن أحمد بن بايزيد الثاني.
- زين الدين بك،[2](1496 -).[4]

أنجبت عين شاه خاتون من زوجها الثاني يحيى پاشا زاده مالكوچ أوغلى:
- بالي بك بن يحيى باشا زاده مالكوج أوغلو.

## مزيد من القراءة
- Sakaoğlu، Necdet (2008). Bu mülkün kadın sultanları: Vâlide sultanlar, hâtunlar, hasekiler, kadınefendiler, sultanefendiler. Oğlak Yayıncılık. ص. 303.
- Uluçay، Mustafa Çağatay (1985). Padışahların kadınları ve kızları. Türk Tarihi Kurumu Yayınları.
- The Cambridge History of Turkey Volume 2: the Ottoman Empire as a World Power 1453-1603 (edited by Suraiya N.Faroqhi,Kate Fleet). Cambridge University Press. 2012.
- Uluçay، M.Cağatay (1956). Harem'den mektuplar I. Vakit matbaasi.
- Tezcan، Hülya (2006). Osmanlı çocukları: şehzadeler ve hanım sultanların yaşlamarı ve giysileri. Aygaz Yayınları.
- Hafiz Hueseyin Ayvansaray-i؛ Howard Crane (2000). The Garden of the Mosques: Hafiz Hüseyin Al-Ayvansarayî's Guide to the Muslim Monuments of Ottoman Istanbul. Brill.
- Mehmed Süreyya Bey؛ Ali Aktan؛ Abdülkadir Yuvalı؛ Mustafa Keskin (1995). Tezkire-i meşâhir-i Osmaniyye. Sebil Yayınevi.
- Enver Behnan Şapolyo (1961). Osmanlı sultanları tarihi. R.Zaimler Yayınevi.